# Robert Hartmann (naturalista)
Robert Hartmann (Blankenburg am Harz, 8 ottobre 1832 – 1893) è stato un naturalista, anatomista ed etnografo tedesco.

## Biografia
Nato a Blankenburg am Harz, Hartmann studiò medicina e scienze a Berlino e nel 1865 fu insegnante di zoologia comparata e fisiologia presso l'Accademia agraria di Proskau. Nel 1873 divenne professore di anatomia all'Università di Berlino. Durante la sua carriera svolse ricerche etnografiche e geografiche in Africa e condusse studi sull'anatomia delle specie marine mentre lavorava in Svezia e in Italia.
Nel 1859-60 accompagnò Adalberto von Barnim (1841-1860), figlio del principe Adalberto di Prussia, in una missione nell'Africa nord-orientale (Egitto, Sudan e Nubia). Qui svolse studi etnografici, zoologici e geografici nella regione. Durante il viaggio, Adalberto von Barnim si ammalò e morì il 12 giugno 1860 a Roseires in Sudan. Hartmann scrisse delle sue esperienze riguardo alla spedizione in un libro intitolato Reisen des Freihern von Barnim durch Nordostafrika in den Jahren 1859 und 1860 (1863).
Nel 1869, con l'etnologo Adolf Bastian (1826-1905), fondò la rivista Zeitschrift für Ethnologie. È stato segretario della Berliner Gesellschaft für Anthropologie, Ethnologie und Urgeschichte ("Società berlinese di antropologia, etnologia e preistoria") ed è stato segretario generale della Anthropologischen Gesellschaft ("Società antropologica"). Scrisse numerosi articoli sull'Africa, oltre a un libro sulle scimmie antropoidi, un trattato in cui descrive il comportamento delle scimmie e suggerisce che umani e scimmie abbiano un antenato comune nel processo evolutivo.

## Opere principali
- Naturgeschichtlich-medizinische skizze der Nilländer (Berlin 1865-66)
- Die Nigritier (Berlin. 1876, Bd. 1)
- Die Völker Afrikas (Leipzig 1880) (1880)
- Handbuch der Anatomie des Menschen (1881)
- Der Gorilla (Leipzig 1881)
- Die menschenähnlichen Affen (Leipzig 1883)
- Abessinien und die Nilländer (1883)
- Madagaskar und die Inseln Seychellen, Aldabra, Komoren und Maskarenen (Leipzig 1886).